# Цейлонский слон
Цейлонский слон (лат. Elephas maximus maximus) — один из трёх общепризнанных подвидов азиатского слона, эндемик Цейлона (Шри-Ланка). Начиная с 1986 года Elephas maximus занесён в красную книгу МСОП, так как его численность сократилось минимум на 50 % за последние три поколения, (60—75 лет). Популяции грозит деградация мест обитания и фрагментация ареала.

## Описание
Азиатские слоны по своим размерам меньше африканских. Самки, как правило, мельче самцов и имеют короткие или вообще не имеют бивней. Только 7 % самцов имеют бивни. Цейлонский слон, крупнейший из современных подвидов азиатского слона, достигает высоты от 2 до 3,5 м, весит от 2000 до 5500 кг. Цвет кожи у этих слонов темнее, чем у индийских и суматранских слонов, с большими и яркими пигментными пятнами на ушах, морде, туловище и животе.

## Распространение
Ареал цейлонского слона ныне в значительной степени ограничен сухой зоной на севере, востоке и юго-востоке Цейлона. Слоны находятся под охраной в национальных парках Уда-Валаве, Яла, Лунугамвехера, Уилпатту и Миннерия, кроме того, слоны живут и за пределами охраняемых районов. Подсчитано, что Шри-Ланка имеет самую высокую плотность слонов из стран Азии, поэтому имеет место постоянный конфликт между людьми и слонами.

## Истребление
В историческом прошлом слоны на Цейлоне были широко распространены от уровня моря до высоких горных хребтов. Они встречались в сухой зоне, в равнинной влажной зоне, а также в холодных влажных горных лесах. В колониальный период 1505—1948 годов влажная зона была почти полностью занята людьми под сельскохозяйственные плантации. До 1830 года слонов было так много, что правительство поощряло их уничтожение, а за всех, кто был убит, выплачивались награды. В первой половине XIX века леса в горном поясе начали уничтожаться, для того чтобы иметь возможность устраивать там кофейные, а позже и чайные плантации, поэтому слоны в горах начали исчезать (особенно со второй половины XIX века когда началось интенсивное сведение тропических лесов). Во время британского правления (1815—1948) большое количество слонов было убито охотниками ради трофеев. Один из майоров британской армии, по некоторым данным, уничтожил более 1,5 тыс. слонов. Многие охотники уничтожили порядка 250—300 животных каждый в течение этого времени. В 1829—1855 годах были убиты более 6 тысяч слонов.
По причине дальнейшего развития земледелия и охоты ареал слонов ограничился сухой зоной и стал весьма фрагментарным.